# سوپر جام فوتبال آلمان ۲۰۱۷
سوپر جام فوتبال آلمان ۲۰۱۷ هشتمین دوره از مسابقات سوپرجام فوتبال آلمان با نام DFL-Supercup بود، که به صورت سالانه با حضور قهرمانان فصل قبل بوندسلیگا و جام حذفی برگزار می‌شود. این مسابقه در تاریخ ۵ اوت ۲۰۱۷ برگزار شد.
این بازی میان قهرمان جام حذفی فوتبال آلمان ۱۷–۲۰۱۶، بروسیا دورتموند و بایرن مونیخ، قهرمان بوندس‌لیگا ۱۷–۲۰۱۶ برگزار شد.
پس ار تساوی ۲–۲ در وقت‌های معمول بازی، بایرن مونیخ با پیروزی ۵–۴ در ضربات پنالتی ششمین عنوان خود در رقابت‌های سوپرجام را کسب کرد.

## تیم‌ها
در جدول زیر، بازی‌هایی که تا سال ۱۹۹۶ برگزار شده‌است، در دوره DFB-Supercup و از سال ۲۰۱۰ به بعد در دوره DFL-Supercup بوده‌است.
| تیم      | صعود به واسطه                         | حضور قبلی (پررنگ نشان‌دهنده قهرمانی)                             |
| -------- | ------------------------------------- | --------------------------------------------------------------- |
| دورتموند | قهرمانی جام حذفی فوتبال آلمان ۱۷–۲۰۱۶ | ۸ (۱۹۸۹، ۱۹۹۵، ۱۹۹۶، ۲۰۱۱، ۲۰۱۲، ۲۰۱۳، ۲۰۱۴)                    |
| TH       | قهرمانی بوندس‌لیگا ۱۷–۲۰۱۶             | ۱۰ (۱۹۸۷، ۱۹۸۹، ۱۹۹۰، ۱۹۹۴، ۲۰۱۰، ۲۰۱۲، ۲۰۱۳، ۲۰۱۴، ۲۰۱۵، ۲۰۱۶) |

## پیشینه
بایرن مونیخ در نسخه ۲۰۱۶ این رقابت‌ها با نتیجه ۲-۰ بروسیا دورتموند را شکست داده بود.
هر دو تیم با یک رکورد مشترک، پنج بار برنده سوپرجام شده‌اند. این مسابقه دومین حضور متوالی و در کل نهمین حضور دورتموند در این رقابت‌ها بود که سابقه پنج برد و سه باخت پیش از این را داشتند و برای بایرن ششمین حضور پیاپی و در کل یازدهمین حضور با سابقه پنج برد و پنج باخت بود. این بازی ششمین سوپرجام با تقابل دو تیم دورتموند و بایرن بود که قبلاً در سال‌های ۱۹۸۹، ۲۰۱۲، ۲۰۱۳، ۲۰۱۴ و ۲۰۱۶ نیز به مصاف هم رفته بودند. از این تعداد، دورتموند موفق به کسب سه پیروزی در سال‌های ۱۹۸۹، ۲۰۱۳ و ۲۰۱۴ شده‌است، و در ۲۰۱۲ و ۲۰۱۶ پیروزی برای بایرن رقم‌خورد.
این بازی نخستین مسابقه رسمی برای پتر بوش به عنوان سرمربی بروسیا دورتموند بود که در تابستان از تیم سابق خود آژاکس جدا شد تا جایگزین توماس توخل شود.

## مسابقه

### خلاصه بازی
با اشتباه مدافع بایرن خاوی مارتینز در کنترل توپ و فرصت طلبی کریستین پولیسیک در دقیقه ۱۲ دروازه بایرن باز شد. پولیسیک با ربودن توپ از میانه زمین بایرن خود را به محوطه جریمه رساند و با ضربه پای راست خود از کنار اسون اولریش که برای دفاع بیرون آمده بود توپ را راهی دروازه کرد. شش دقیقه بعد لواندوفسکی با یک ضربه بغل پا، توپ ارسالی کیمیش از سمت راست را به گل تبدیل کرد و بازی را به تساوی کشاند. در دقیقه ۷۱ پاس در عمق دمبله در سمت راست محوطه جریمه به اوبامیانگ رسید و او با یک ضربه چیپ توپ را از بالای سر اسون اولریش که بیرون آمده بود، راهی دروازه کرد و گل دوم دورتموند را به ثمر رساند.
در حالی که دو دقیقه به پایان بازی مانده بود بار دیگر بایرن بازی را به تساوی کشاند، توپ ارسالی حاصل از ضربه آزاد بایرن پس از شوت اولیه یزوا کیمیش با برخورد به مارک بارترا منحرف شد و پس از اصابت با رومن بورکی، وارد دروازه دورتموند شد. در ضربات پنالتی، ضربه کیمیش برای بایرن و سباستین روده برای دورتموند از دست رفت. پنالتی ششم دورتموند توسط مارک بارترا زده شد که ضربه او توسط اولریش مهار شد تا به این ترتیب بایرن مونیخ ششمین قهرمانی خود در سوپرجام را کسب کند.

### جزئیات
| دورتموند                                          | ۲–۲   | بایرن مونیخ                                      |
| ------------------------------------------------- | ----- | ------------------------------------------------ |
| پولیسیک ۱۲' · (دمبله ) اوبامیانگ ۷۱'              | گزارش | لواندوفسکی ۱۸'(کیمیش ) · بورکی ۸۸' (گل‌به‌خودی)    |
| ضربات پنالتی                                      |       |                                                  |
| دمبله · فیلیپ · اوبامیانگ · رود · کاسترو · بارترا | ۴–۵   | لواندوفسکی · ریبری · کیمیش · رودی · ویدال · زوله |

| بروسیا دورتموند | بایرن مونیخ |

| GK       | ۳۸ | رومن بورکی          |       |         |
| RB       | ۲۶ | ووکاش پیشچک         |       |         |
| CB       | ۲۵ | پاپاستاتوپولوس      | '۱۷   | کاپیتان |
| CB       | ۵  | مارک بارترا         |       |         |
| LB       | ۲  | دن-اکسل زاگادو      | '۵۳   | '۷۷     |
| DM       | ۸  | نوری شاهین          |       |         |
| CM       | ۲۷ | گنزالو کاسترو       |       |         |
| CM       | ۱۹ | محمود داهود         |       | '۴۶     |
| RW       | ۷  | عثمان دمبله         |       |         |
| CF       | ۱۷ | پیر امریک اوبامیانگ |       |         |
| LW       | ۲۲ | کریستین پولیسیک     |       | '۹۰     |
| ذخیره‌ها: |    |                     |       |         |
| GK       | ۱  | رومن وایدنفلر       |       |         |
| DF       | ۴  | نون سوبوتیچ         |       |         |
| DF       | ۳۶ | عمر توپراک          |       |         |
| MF       | ۱۸ | سباستین روده        | '۸۶   | '۴۶     |
| MF       | ۳۰ | فلیکس پاسلاک        | '۹۰+۳ | '۷۷     |
| FW       | ۱۴ | الکساندر ایساک      |       |         |
| FW       | ۲۰ | ماکسیمیلیان فیلیپ   |       | '۹۰     |
| سرمربی:  |    |                     |       |         |
| پتر بوش  |    |                     |       |         |

| GK            | ۲۶ | اسون اولریش    |               |     |         |
| RB            | ۳۲ | یوشوآ کیمیش    | بهترین بازیکن |     |         |
| CB            | ۸  | خاوی مارتینز   |               | '۶۰ |         |
| CB            | ۵  | متس هوملس      |               |     |         |
| LB            | ۱۳ | رافینیا        |               |     |         |
| DM            | ۱۹ | سباستین رودی   |               |     |         |
| CM            | ۲۴ | کورنتا تولیسو  |               | '۸۴ |         |
| CM            | ۲۳ | آرتورو ویدال   | '۷۴           |     |         |
| RW            | ۲۵ | توماس مولر     |               | '۶۷ | کاپیتان |
| CF            | ۹  | لواندوفسکی     | '۶۹           |     |         |
| LW            | ۷  | فرانک ریبری    |               |     |         |
| ذخیره‌ها:      |    |                |               |     |         |
| GK            | ۳۶ | کریستین فروشتل |               |     |         |
| DF            | ۴  | نیکلاس زوله    |               | '۶۰ |         |
| DF            | ۳۴ | مارکو فریدل    |               |     |         |
| MF            | ۲۹ | کینگزلی کومان  |               | '۶۷ |         |
| MF            | ۳۳ | تیموتی تیلمان  |               |     |         |
| MF            | ۳۵ | رناتو سانچز    |               | '۸۴ |         |
| FW            | ۴۱ | میلوش پانتوویچ |               |     |         |
| سرمربی:       |    |                |               |     |         |
| کارلو آنچلوتی |    |                |               |     |         |

| بهترین بازیکن بازی: یوشوآ کیمیش (بایرن مونیخ) کمک داورها: تورستن شیفنر (کنستانتس) کریستین گیتلمان (گاورسهایم) داور چهارم: ساشا اشتیگه‌من (نیدرکاسل) کمک داور ویدئویی: توبیاس استیلر (هامبورگ) | قوانین بازی - ۹۰ دقیقه وقت معمول. - ضربات پنالتی در صورت تساوی. - ۷ بازیکن ذخیره با امکان ۳ تعویض. |